# Aviosuperficie di Dorgali
L'Aviosuperficie di Dorgali, situata nell'omonimo comune in un'area di 10 ettari in località Biriddo a pochi chilometri dal paese, è un impianto ad uso turistico riconosciuto dall'ENAC e aperto il 10 agosto 2014.

## Strutture e dati tecnici
È costituita da una pista in erba lunga 650 metri e larga 25 e di una Zae (Zona Atterraggio Elicotteri).
Questo impianto operativo solo nelle ore diurne, viene usato per voli turistici, per voli di emergenza e per le esercitazioni.